# Lauternsee bei Klein-Auheim
Der Lauternsee bei Klein-Auheim ist ein Naturschutzgebiet (NSG) bei Hanau im hessischen Main-Kinzig-Kreis.

## Lage und Größe
Das kleine Naturschutzgebiet liegt im Wald westlich der Bundesstraße 45 und gehört im Süden zum Hanauer Stadtteil Klein-Auheim, im Norden zum Stadtteil Steinheim. Es liegt auf einer Hochterrasse eines alten Mainlaufes und beinhaltet im Wesentlichen ein Flachmoor.

## Flora und Fauna
Flora:
- Carex cespitosa (Rasen-Segge),
- Carex flava (Gelbe Segge),
- Carex rostrata (Schnabel-Segge),
- Carex vesicaria (Blasen-Segge),
- Comarum palustre (Blutauge),
- Eriophorum angustifolium (Schmalblättriges Wollgras),
- Hydrocotyle vulgaris (Wassernabel),
- Peucedanum palustre (Sumpf-Haarstrang),
- Viola palustris (Sumpf-Veilchen)

Fauna:
- Bekassine (Gallinago gallinago),
- Waldschnepfe (Scolopax rusticola),
- Grünspecht (Picus viridis),
- Kleinspecht (Dendrocopos minor),
- Grauschnäpper (Muscicapa striata),
- Zauneidechse (Lacerta agilis),
- Ringelnatter (Natrix natrix),
- Bergmolch (Triturus alpestris),
- Teichmolch (Triturus vulgaris),
- Erdkröte (Bufo bufo),
- Wasserfrosch (Rana esculenta-Komplex),
- Grasfrosch (Rana temporaria)
- Schwalbenschwanz (Papilio machaon),
- Gemeine Sichelschrecke (Phanoptera falcata),
- Sumpfschrecke (Mecostethus grossus),
- Große Goldschrecke (Chrysochraon dispar),
- Weißrandiger Grashüpfer (Chorthippus albomarginatus),
- Wiesengrashüpfer (Chorthippus dorsatus),
- Kleine Mosaikjungfer (Brachytron pratense).